# انقلاب بريمو دي ريفيرا
وقع انقلاب بريمو دي ريفيرا في إسبانيا بين 13 و 15 سبتمبر 1923، بقيادة قبطان كاتالونيا العام ميغيل بريمو دي ريفيرا. وأسفر عن إنشاء ديكتاتورية بريمو دي ريفيرا، وحقيقة يعود الفضل في نجاح الانقلاب إلى الملك ألفونسو الثالث عشر الذي لم يعارض الانقلاب وعين الجنرال بريمو دي ريفيرا رئيسا للحكومة بإدارة عسكرية.

## المؤامرة

### برشلونة

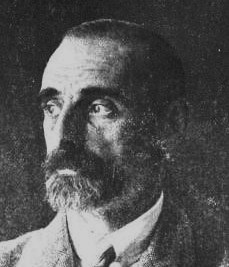
فرانسيسك كامبو زعيم المجموعة الإقليمية لكاتالونيا.

وفقا للمؤرخ الإسرائيلي شلومو بن عامي: كانت كاتالونيا هي بداية انقلاب بريمو دي ريفيرا. فخلقت البرجوازية الجو الهستيري الذي أحاط بريمو دي ريفيرا بهالة «المنقذ» ووضعت تمرده -في السياق العام كمراقب معاصر- بأنها حركة مناهضة للبلاشفة التي خيمت على عدة دول أوروبية، وبدأ كامبو وهو عضو برلماني تثق به الطبقة البرجوازية الكاتالونية العالية ومنظّر الديكتاتورية الإسبانية -كما أسماه ماوريان- أن يظهر بصورة فضفاضة عن رغبة طبقته ومسؤوليتها عن تلك الدكتاتورية: [...] فالمجتمع الذي يخاطر فيه الانهيار الديماغوجي [النقابي] بالمثل والمصالح العليا سوف يسلم نفسه إلى أي شيء لكي يشعر بالحماية... [...] ولكن هذا لا يعني أنه كان هناك خوف حقيقي من ثورة اجتماعية عشية الانقلاب.
عيِّن الجنرال بريمو دي ريفيرا قائدا عاما لكاتالونيا يوم 14 مارس 1922، ورحبت به البرجوازية الكاتالونية حيث سمعته من المدافعين عن النظام العام. وأوضح بريمو لاحقا أنه عندما كان قائد فالنسيا العام سنة 1920 أرعبه تطرف للطبقة العاملة (ذات صبغة شيوعية ثورية)، وأصبح مهتما بضرورة التدخل في السياسة الإسبانية عن طريق إجراءات غير اعتيادية. وكانت أولى علامات النظام العام هو الدعم الذي قدمه لاحتجاجات منظمات أصحاب العمل الكاتالونية بسبب قرار حكومة خوسيه سانشيز غيرا في أكتوبر 1922 إقالة حاكم برشلونة المدني الجنرال سيفيريانو مارتينيز أنيدو بسبب تعامله اللطيف مع عنف أصحاب العمل واتباع سياسة القمع القاسية وتدابير وحشية لإنهاء اضرابات العمال. ولم يجتاح عنف الفوضى النقابية برشلونة ومنطقتها الصناعية منذ الإضراب الكندي في فبراير 1919.
ذكرت جمعية أرباب العمل الكاتالونية Fomento del Trabajo Nacional أن إقالة مارتينيز أنيدو كان خطأ، ولتأكيد ذلك ازدادت فوضى العصابات في الأشهر الأولى لسنة 1923 من مئة هجمة في كامل سنة 1922 إلى 800 هجمة فوضوية من يناير حتى سبتمبر 1923؛ وفي برشلونة كان هناك 34 قتيلاً و 76 جريحًا، معظمهم خلال إضراب النقل في مايو-يونيو والذي كان مصحوبًا بإحياء الفوضى العمالية. كان بريمو دي ريفيرا قادرا على الرد على هذه المخاوف في دفاعه عن القانون والنظام ضد ضعف حكومة مانويل غارسيا برييتو الجديدة التي حلت محل حكومة سانشيز غيرا أوائل ديسمبر 1922، مما دعا إلى استنكار صحافة برشلونة المحافظة ذلك ومن ضمنها صحيفة La Veu de Catalunya التابعة للرابطة الإقليمية بزعامة فرانسيسك كامبو.

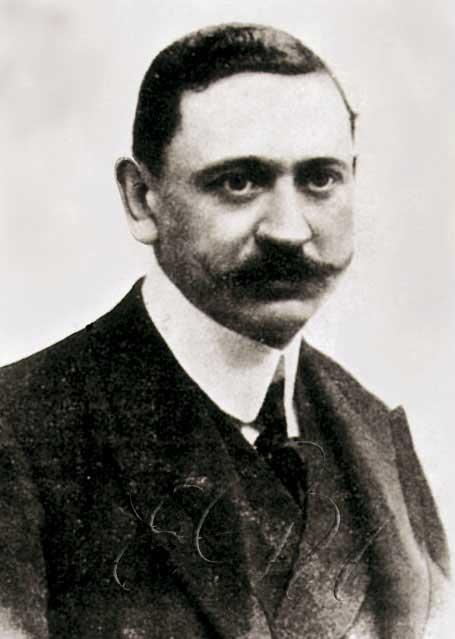
مانويل غارسيا برييتو رئيس الحكومة منذ ديسمبر 1922

ازدادت شعبية بريمو دي ريفيرا بين الطبقات العليا والوسطى الكاتالونية وبلغت ذروتها عندما تدخل في الدفاع عن «القانون والنظام» خلال إضراب النقل العام في برشلونة في مايو-يونيو 1923 التي بدأت بسبب رفض أصحاب العمل احترام الاحتفال بيوم العمال والذي وصفه بريمو دي ريفيرا بأنه يوم ثوري بامتياز. وظهر جليا اصطفاف البورجوازية الكاتالونية مع بريمو دي ريفيرا ضد الحاكم المدني فرانسيسكو باربر يوم 6 يونيو خلال تشييع خوسيه فرانكيسا قائد سوماتين الذي اغتيل قبل ساعات، عندما مدحه بريمو بأنه منقذ كاتالونيا في حين تم إهانة الحاكم المدني بأنه لايمثل إلا الاتحاد الوطني للعمل فقط. وقد كتب بريمو دي ريفيرا بعدها عند ذكر تلك الأحداث:
في شهر يونيو استدعى الرئيس غارسيا برييتو كلا من بريمو دي ريفيرا والحاكم المدني لبرشلونة للقدوم إلى مدريد لتحذيرهما من مغبة اضعاف سياسته في كاتالونيا. ورد بريمو دي ريفيرا للمطالبة بالسلطة الكاملة لإعلان حالة الحرب لوضع حد لإضراب النقل العام والإرهاب والمظاهرات الانفصالية. فقام غارسيا برييتو بإقالة بريمو دي ريفيرا والحاكم المدني، ولكن الملك رفض التوقيع على مرسوم إقالة قائد كاتالونيا العام. فعاد بريمو إلى برشلونة حيث استقبل استقبال الأبطال يوم 23 يونيو، وتهرب من رفض الحكومة إعلان حالة الحرب فأمر بإغلاق صحيفة التضامن العمالي (Solidaridad Obrera) واعتقال قادة CNT المعتدلين. ووفقا لشلومو بن عامي: فشل مهمة بريمو دي ريفيرا في مدريد يعني أنه لا توجد وسيلة لفصل الحكومة الدستورية عن سياستها التوفيقية الطبقية في كاتالونيا إلا وخربت.
أقام بريمو دي ريفيرا والطبقة البرجوازية الكاتالونية تحالفا على أساس سياسة النظام العام والوعد بحماية صناعتها برفع التعريفات الجمركية على الواردات، وبالتحديد سياسة الند التي طبقتها حكومة غارسيا برييتو في مفاوضاتها مع بريطانيا العظمى وفرنسا وألمانيا والولايات المتحدة حول تبادل تخفيض التعريفات الجمركية التي تدفعها لإدخال منتجاتها السوق الإسبانية، من أجل خفض الأسعار المحلية وتفضيل الصادرات خاصة الزراعية. وتلك سياسة أثارت احتجاجات مريرة لغرفة التجارة والصناعة في كاتالونيا. ولكن بعد فترة من الانقلاب أعلن بريمو دي ريفيرا أن التخفيضات الجمركية التي وافقت عليها حكومة غارسيا برييتو كان قرارًا إجراميًا.

### مدريد

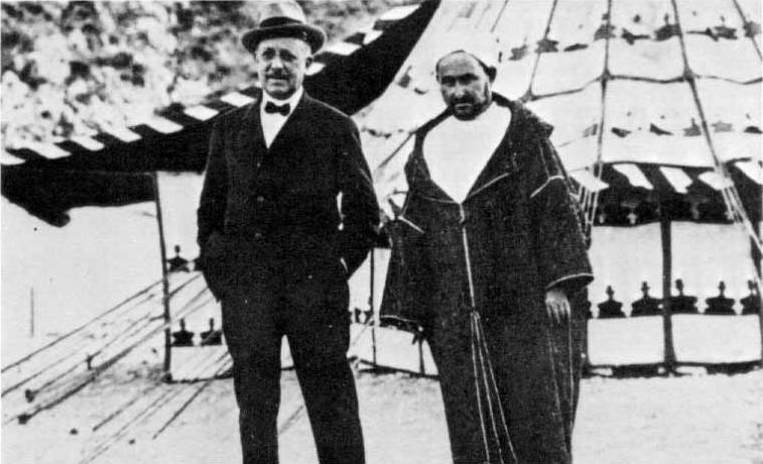
عبدالكريم الخطابى مع رجل الأعمال الإسباني هوراسيو إيكفاريتا الذي أرسلته الحكومة للتفاوض على إطلاق سراح الأسرى الإسبان بعد معركة أنوال.

ظهر واضحا في بداية 1923 سخط جزء كبير من الجيش نحو حكومة الليبرالي مانويل غارسيا برييتو بسبب سياسته الخانعة في محمية المغرب الإسبانية. فازدادت حدة الانتقادات في 27 يناير عندما أعلن وزير الدولة سانتياجو ألبا أن المفاوضات مع عبدالكريم الخطابى لإطلاق سراح الضباط والجنود الذين أسرهم الثوار في معركة أنوال قد توجت بنجاح. فقد أطلق سراح 326 جنديا - أو 357 وفقا لمصادر أخرى -، 11 كانوا يعيشون تحت ظروف صعبة من الأسر لأكثر من 18 شهرا مقابل دفع أربعة ملايين بيزيتا وهو مبلغ كبير في ذلك الوقت.
ووفقا لخوليو جيل بتشارومن فإن إطلاق سراح السجناء في مقابل المال كان اشبه بصفعة للعديد من العسكر، وهذا دليل على عدم ثقة الحكومة الليبرالية لقدرة القوات المسلحة التشغيلية، وخاصة بعدما قدمتها صحافة اليسار بأنها دليل على فشل النزعة العسكرية والبيروقراطية التي سادت في الجيش الأفريقي. بدأ في الغرف المغلقة ظهور بيان طالب فيه بفرض عقوبات على الذين هاجموا شرف الجيش. ففي 6 فبراير وبعد لقاء قائد مدريد العام مع الجنرالات وقادة الحامية، قدم إلى وزير الحرب نيسيتو ألكالا زامورا وإظهر له أن الجيش تعرض للإحباط والإذلال بسبب حملات مغرضة شككت في شرفه، ولكن أخبره أنه على الرغم من كل شيء فإن ولائه للدولة التي شكلته. وفي اليوم نفسه جمع قائد كاتالونيا العام ميغيل بريمو دي ريفيرا جنرالات منطقته وأرسل برقية طويلة إلى الوزير يدعوه إلى اتخاذ إجراءات عقابية ضد الريف. وفي الوقت نفسه أبلغ قائد مليلية العام الوزير أن احساس قادة وضباط قيادته بالمرارة بسبب الهجمات التي عانوا منها، فإذا لم نقم بعمل إجراء فعال وفوري لإسكات الصحافة المعادية لإسبانيا والوطنية والقيام بعملية في الحسيمة. كما تلقت الحكومة أنباء عن تعاطف الملك مع تلك الاحتجاجات. فكان رد الوزير الكالا زامورا في برقية أرسلت إلى القباطنة العامون بتذكير الجيش أن السياسة في المغرب تحددها الحكومة ويأمرهم بوقف أي اتجاه جماعي أو أفعال خارجية من شأنها أن تسبب ضررا خطيرا لمصالح البلاد وللجيش المتطابق معها، ولا شيء يمكن أن يضعهم في الصراع.
في تلك الأجواء ظهرت في مدريد نواة مؤامرة شكلها أربعة جنرالات سميت بالمؤامرة الرباعية. كان هدفها تغيير سياسة الحكومة في المغرب من خلال تشكيل حكومة مدنية أو عسكرية وبدعم من الملك تقوم بتعيين جنرال نشط لرئاسة المحمية. لكنهم لم يجدوا الكثير من الدعم بين رفاقهم في السلاح، في حين لم يكن الذين يعادون الحكومة مستعدين للانخراط في مؤامرة للإطاحة بها.

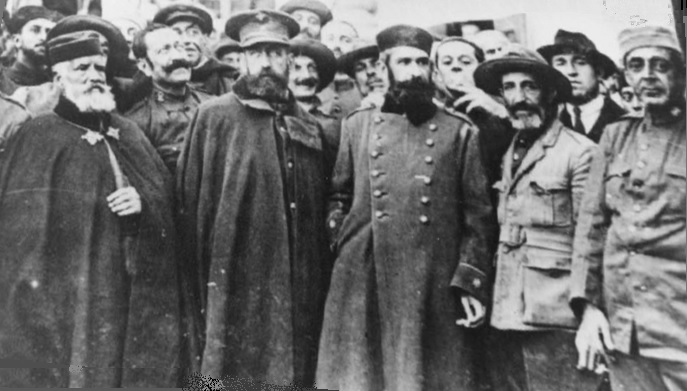
قادة وضباط إسبان عند إطلاق سراحهم بعد المفاوضات التي أجرتها الحكومة مع الخطابى ووصف قسم من الجيش الإسباني بأنه غير جدير بالثقة.

اعتقد جنرالات الرباعية بأنه لم يبق لهم سوى اقناع جنرال كبير في الجيش لرئاسة الحركة ومن ثم يعينه الملك رئيسا للوزراء. فكان الجنرال الأقدم والأعلى الرتبة هو فاليريانو وايلر 85 سنة، ولكن لم يجرؤ المتآمرين على جس نبضه بسبب تقدمه في السن والمعروف باستقلاليته. أما الذي يليه بالرتبة فكان الجنرال فرانسيسكو أغيليرا رئيس المجلس الأعلى للحرب والبحرية وعضو مجلس الشيوخ مدى الحياة، ومن الذين اتصلت الرباعية، على الرغم من أنه كان يجري تحقيقات حول مسؤولية الجنرالات ورؤساء الجيش في قضية معركة أنوال. لكنه استبعد بعد تعرضه للمهانة في 30 يونيو في أروقة مجلس الشيوخ من وزير الدفاع خوسيه سانشيز غيرا الذي اتهمه بالكذب بسبب التأخير المتعمد في تسليم وثائق حول داماسو بيرينجوار حسب طلب مجلس الشيوخ الذي من شأنه السماح بمحاكمته -تحول سانشيز غيرا منذ ذلك الحين حتى نهاية الديكتاتورية إلى رمز لكرامة السلطة المدنية حسب غونزاليس كاليخا- وجاء الرد على إهانة أغيليرا فورية من العسكر الذين لم يتقبلوا بأن يهان شخص منهم دون أي عقاب. فاتهم سانشيز غيرا أغيليرا بعمل انقلاب، فحوصر الجنرال الذي تنصل علنا عن أي خطط لتدخل الجيش في أمور السياسة. ومرة أخرى لم يظهر للرباعية أي مرشح... حسب المؤرخ جبرائيل كاردونا. أما المؤرخ خافيير توسيل فكتب: "تلك الحادثة التي أشبه بمسرحية هزلية كشفت الدليل بأن اغيليرا أظهر افتقاره الجذري للمهارات من خلال اقحام نفسه بشتائم لفظية مع الساسة دون الحصول على دعم الثكنات، بحيث يجب أن يكون مهندس الانقلاب". وأضاف المؤرخ شلومو بن عامي عاملا آخر لإخراج أغيليرا:" قيل إن هناك علاقة باردة بين الملك وأغيليرا لم تحسن موقف الجنرال بحيث يكون زعيم محتمل للانقلاب في المستقبل".

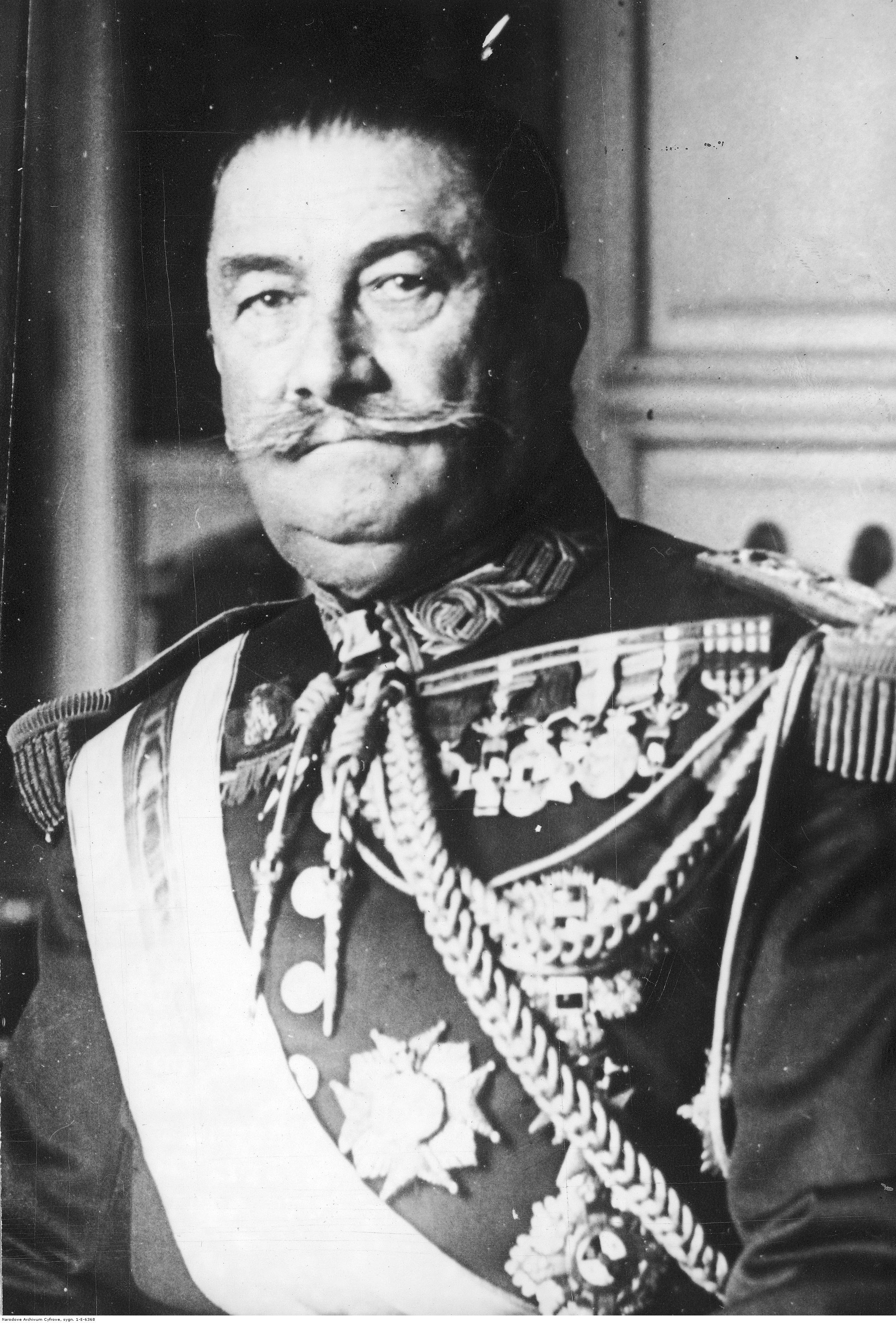
الجنرال داماسو بيرينجوار أحد الضباط المتهمين في ملف بيكاسو بمعركة أنوال ومعه شقيقه الجنرال فيديريكو بيرينجير وكان جزءًا من المجموعة الرباعية الذي قادت المؤامرة في مدريد.

ولكن سرعان ما وجدت الرباعية بديلا لأغيليرا: الجنرال بريمو دي ريفيرا الذي كان في ذلك الوقت موجودا في مدريد حيث دعته الحكومة إليها لإبقائه بعيدا عن كاتالونيا حيث تم وضع سياسة تعارض سياسة غارسيا برييتو. وفي مدريد كتب بريمو دي ريفيرا خطاب انتقاد للحكومة، ولكن لم يستخدمه لأنه وفقا للمؤرخ خافيير توسيل: إن هذا سيكسر التقليد المحافظ عليه خلال حقبة العودة:«فالجيش يضغط دائما في بعض الأمور، ولكنه لا يستحوذ على السيطرة السياسية المباشرة». وخلال وجوده في العاصمة جرى اتصال شخصي مع الجنرال أغيليرا والذي منذ أواخر مايو قد حافظ على «علاقة رسائلية متوترة». ولكن العلاقة بينهما لم تتحسن لأنه وبخ بريمو دي ريفيرا على تقمصه دور أرباب العمل في النزاعات العمالية الكتالونية. كما التقى الملك ألفونسو الثالث عشر الذي أعرب عن قلقه إزاء الوضع السياسي في البلد (للمضاربة على تعيينه رئيسا لحرس القصر ألفونسو الثالث عشر الملكي). وقد كانت المقابلة التي أجراها مع جنرالات الرباعية أكثر أهمية بكثير، حيث رأوا في بريمو دي ريفيرا بديلا للزعيم الجنرال أغيليرا ليرأس الانقلاب الذي دعوا إليه. ولكن أتت الملاحقة القضائية ضد الجنرال كافالكانتي في أوائل شهر يوليو لأدائه في المغرب نكسة خطيرة لخطط المتآمرين، فضلا عن تعيين مانويل بورتيلا فاياداريس حاكم برشلونة المدني الذي أعاد سلطة الدولة المدنية في العاصمة الكاتالونية.
فالمختار وهو بريمو دي ريفيرا شخص متناقض -كما ذكر شلومو بن عامي- لأنه أعلن مرارًا وتكرارًا عن موقفه بالتخلي عن المغرب. ولكن عندما قرر التآمر تنكر من هذا الأمر وذلك لقدرته على تغيير موقفه، تماما عندما انقلب على حلفائه الكتالونيين في مسألة الحكم الذاتي الكاتالوني... إلا أنه لم يكن بحاجة إلى التظاهر عند مسؤوليته بالقضايا. فقد كان مصمماً مع زملائه على وضع حد للحملة الانتقامية ضد رفاق السلاح، وأعضاء ماكان يسمون بالعنصريين.
استمرت النماذج المضطربة في العائلة العسكرية. ففي أوائل أغسطس اجتمعت مجموعة من الجنرالات ومن ضمنهم بريمو دي ريفيرا في النادي العسكري في مدريد للاحتجاج على تقاعس الحكومة في محمية المغرب وعدم دعم خطة هجومية للجنرال سيفيريانو مارتينيز أنيدو. وحذر المجتمعون الحكومة ان «الجيش لن يتسامح مع من يعده لعبة في أيدي السياسيين الانتهازيين».

### اسبوعين قبل الانقلاب

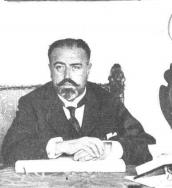
سانتياجو ألبا، وزير الدولة في حكومة مانويل غارسيا برييتو في 1922.

جرت في مالقة حادثة خطيرة نهاية أغسطس عندما رفض بعض الجنود الإبحار نحو المحمية المغربية. وألقت مسؤولية التمرد على العريف باروسو، الذي تعرض للمحاكمة ولكن الحكومة عفت عنه. وفسر الجيش ذلك بانه دليل على تشكك الحكومة حول مستقبل المغرب، وأرجع مسؤولية تلك على وزير الدولة سانتياغو ألبا. وتلك الحادثة أنعشت فكرة الانقلاب لدى بريمو دي ريفيرا وأقنعته بأن الوقت قد حان للتصرف. وقد ذكر ذلك لاحقا «بأن تحفيز قراره الوطني [للاستيلاء على السلطة] كان تمرد مالقة. tتبرئة باروسو يقيِّم أبعاد الهاوية الرهيبة التي ألقيت بها إسبانيا. فالجيش لا يرى في هذا التمرد عصيان بسيط، ولكنه انعكاس لانهيار قوة القانون والجو العام للانهزامية الذي زرعه انفصاليين غير وطنيين والشيوعيين والنقابيين. ويجب على المحاكم العسكرية أن تعاقب مثيري الشغب، وعلى العدالة العسكرية أن تعمل ضد الآخرين، والمقصود هم المدنيين غير الوطنيين. وعلى الجيش تثقيف المجتمع المدني وإضفاء نظام من القيم الإسبانية عليه. [...] خوفًا من أن ينتقل المتمردون إلى وحدات أخرى من الجيش فيزداد السخط». وساعدت الصحيفة ABC - التي قامت بحملة هستيرية ضد تفكك الدولة وساعدت في خلق مناخ مناسب للانقلاب - بنشر صورة لباروسو وهو يتآمر مع اثنين من الضباط.
سافر بريمو دي ريفيرا إلى مدريد مابين 4 و 9 سبتمبر حيث اجتمع مرة أخرى مع جنرالات الرباعية، الذي اعترفوا به رئيسا للانقلاب. ووفقا لغونزاليس كاليخا فإن الجنرال سارو -أحد المجموعة الرباعية- أبلغ الملك بأن الجيش كان على وشك انهاء الحالة الراهنة، فخرج ألفونسو بحذر من مدريد إلى مقره الصيفي في سان سيباستيان. وخلال فترة اقامة دي ريفيرا في العاصمة علم أن هيئة الأركان العامة للجيش أوصت الحكومة بإنزال الجيش في الحسيمة وسط محمية المغرب لوضع حد لتمرد عبد الكريم الخطابي، مما دفع باستقالة ثلاثة وزراء من الحكومة عارضوا الاقتراح. أحد السياسيين الذي حل محل المستقيلين كان مانويل بورتيلا فاياداريس الحاكم المدني لبرشلونة، والذي اعتبر نقله إلى مدريد من برشلونة خطأ فادحا مما سهَّل عمليات ماقبل الانقلاب التي جعلت كاتالونيا هي بؤرة تجمعهم. ومن ناحية أخرى أشادت الدوائر العسكرية هذه المرة بالحكومة لإزالتها العقبات أمام الخطط العسكرية. إلا أن صحيفة الجيش الإسباني لم تتوقف حتى ذلك الوقت من مضايقة الحكومة. وعدَّ قبول استقالة الوزراء الثلاثة بمثابة انتصار لمصلحة البلاد، حسب صحيفة ABC اليومية المحافظة التي وصفت أزمة الحكومة بأنه مشهد محبط يعكس الارتباك السياسي للنظام.
عند عودته من مدريد بتاريخ 7 سبتمبر توقف بريمو دي ريفيرا في سرقسطة حيث التقى بحاكمها العسكري الجنرال سانخورخو لوضع اللمسات الأخيرة على تفاصيل الانقلاب، والتي كان سانخورخو لقد التزم بها في زيارة سابقة. بمجرد وصوله إلى برشلونة حصل على الدعم من الجنرالات في كاتالونيا. باستثناء سانخورخو في سرقسطة وجنرالات الرباعية في مدريد لم يحصل على أي جنرال آخر ليلزم نفسه بدعمه في الانقلاب، على الرغم من أن الكثيرين اتفقوا مع فكرة إقامة نظام عسكري. من ناحية أخرى أبلغ بريمو دي ريفيرا نواياه للسفراء الأسبان في العواصم الأوروبية الرئيسية.

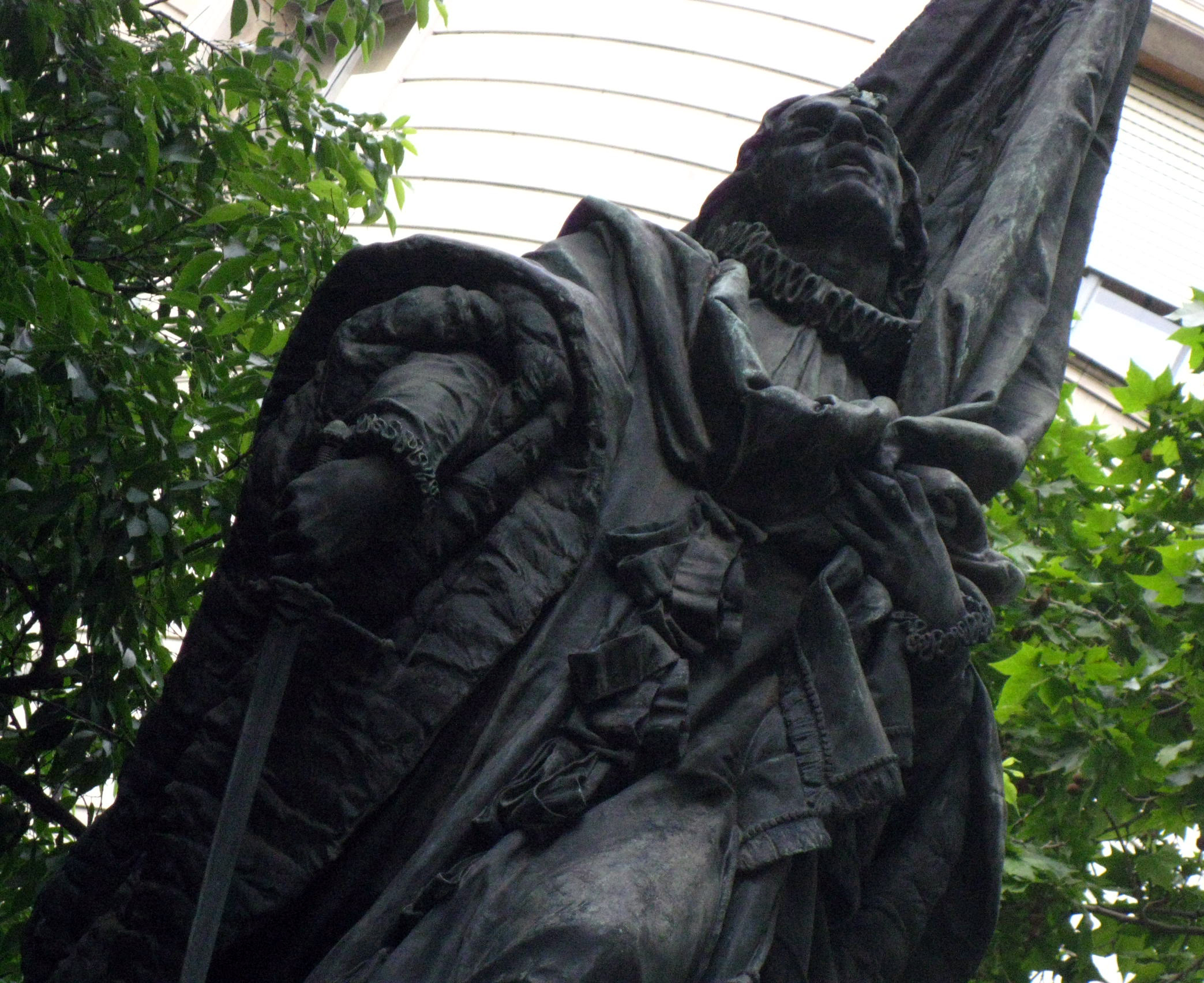
تمثال لرافائيل كازانوفا يقع في استدارة سان بيدرو ببرشلونة، حيث جرت حوله أحداث 11 سبتمبر 1923.

كان من المقرر البدء بالانقلاب يوم 15 سبتمبر ولكن وقعت سلسلة من الحوادث الخطيرة في برشلونة خلال الاحتفال الحادي عشر من سبتمبر أثارها شباب القومية الكتالونية المتطرف الذين استهجنوا وجود العلم الاسباني وصاحوا: الموت لإسبانيا! وتحيا جمهورية الريف! لدعم انتفاضة عبد الكريم الخطابي، بالإضافة إلى ترديدهم «الموت للدولة الظالمة» ويسقط الجيش!. تلك الحوادث عجلت من الانقلاب. فنقل دي ريفيرا على الفور رسالة إلى زملائه المتآمرين في مدريد باستعجال قرار التمرد. وهكذا احتاجت الحركة إلى يومين للاستفادة من موجة السخط التي أثيرت بين الضباط بسبب حوادث برشلونة يوم 11 سبتمبر. حسب غونزاليس كاليخا.
في يوم 12 سبتمبر بدأ الإستعداد بتعجيل الانقلاب. ففي الساعة 9:30 صباحا التقى بريمو دي ريفيرا في مكتبه في قصر القبطانية ببرشلونة بالقادة والجنرالات الملتزمين بالانقلاب الذين حصلوا على التعليمات النهائية (كان هناك ستة جنرالات، بما في ذلك الحاكم العسكري سيزار أغوادو غيرا، ورئيس هيئة الاركان خوان جيل قائد فرقة سوماتين وأحد عشر ضابط برتبة مقدم وعقيد). وفي سرقسطة وصل القائد خوسيه فوستيغيرا الذي أصبح حلقة وصل بين المتآمرون مع الحاكم العسكري الجنرال سانخورخو، قد وضعوا اللمسات النهائية للخطط قبل سلبية القائد العام. وفي مدريد نال جنرالات الرباعية الدعم من الجنرال خوان أودونيل دوق تطوان الحاكم العسكري، ولكن ليس من القبطان العام مونيوز كوبوس. وقد عرفت الحكومة عن تلك الاستعدادات فقررت إرسال الوزير بورتيلا فالاداريس إلى برشلونة وأيضا أبرق وزير الحرب الجنرال أيزبورو برقية إلى بريمو دي ريفيرا يسأله إن كان قد تورط في تلك المؤامرة. إلا أن بريمو دي ريفيرا لم يرد عليه، وقرر تقديم موعد الانقلاب المخطط في يوم 15. وبحسب بن عامي فإن الجنرال أيزبورو وهو صديق مقرب من الضباط المتمردين لم يجهد نفسه لمنع أنشطتهم. متعمدا اعطاء المتآمرين الانقلابيين الحجة ضد الحكومة عندما أوصى بالعفو عن العريف باروسو الذي قاد تمرد الجنود في مالقة ضد الحملة المغربية.

## الانقلاب

### 13 سبتمبر - نجاح الانقلاب في كاتالونيا

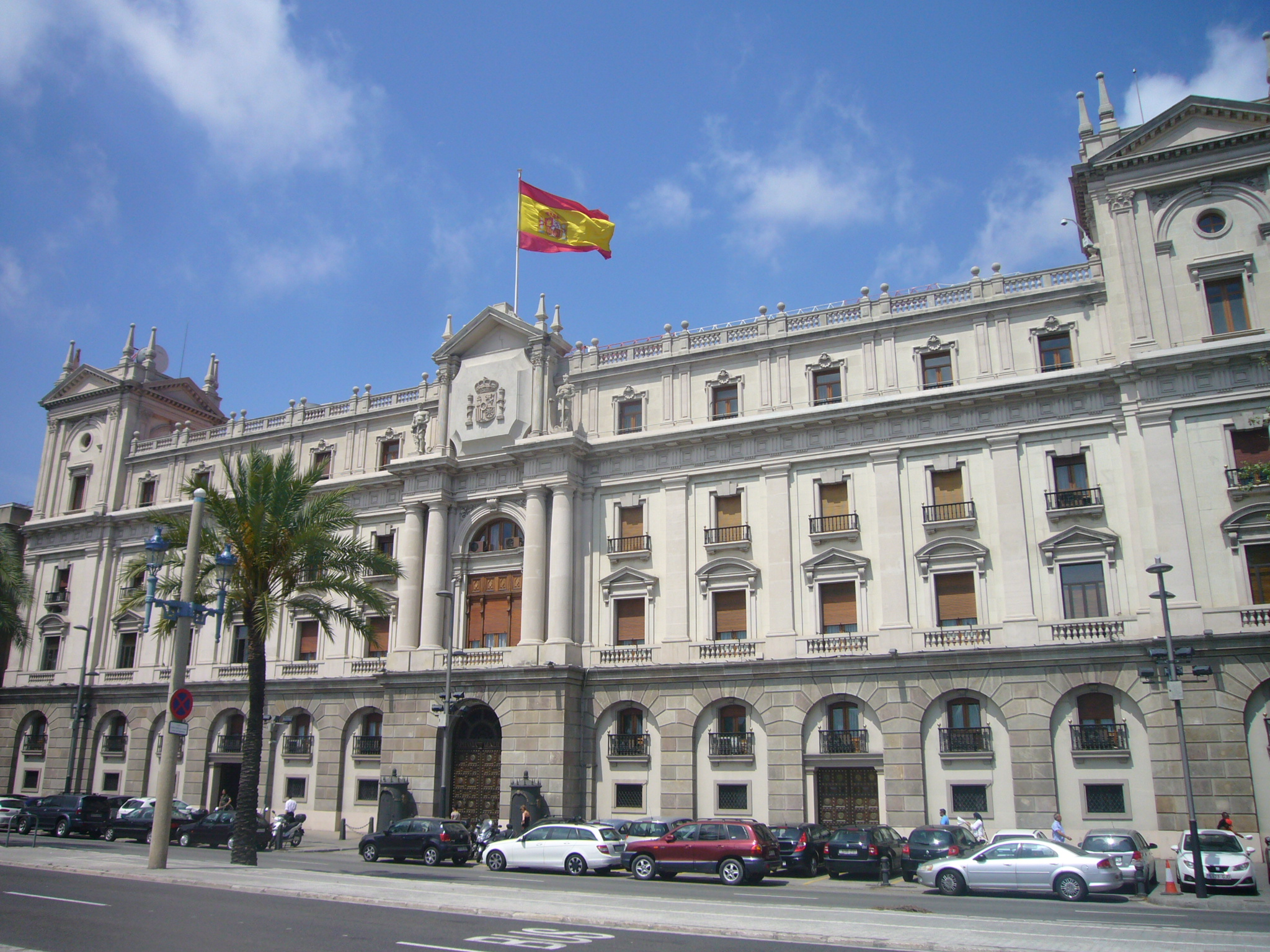
مبنى القبطانية العامة لبرشلونة

في منتصف ليلة 12-13 سبتمبر 1923 أعلن قائد عام كاتالونيا ميغيل بريمو دي ريفيرا الأحكام العرفية من برشلونة وانزل الجيش إلى الشوارع، فاحتل المباني الرئيسية في المدينة. نفس الشيء جرى لباقي مدن كاتالونيا. ثم جمع الصحافة الكاتالونية في الساعة الثانية فجرا فقدم لهم بيان إلى البلاد والجيش الإسباني حيث برر التمرد الذي قاده وإعلانه عن تشكيل الجيش لإدارة عسكرية لاستلام السلطة مع موافقة الملك. وعكس البيان البلاغة الكلاسيكية للانقلابات ولكن وفقا لبن عامي، فإن انتفاضة بريمو دي ريفيرا لم يكن تمردا عسكريا بالضبط حيث كان ينوي أن يحكم بدون تدخل الأحزاب (ادعى انه ذاهب لإنقاذ البلاد من أيدي الذين اتخذوا السياسة حرفة) وإقامة نظام جديد ونوع جديد من البرلمان يمثل حقا الإرادة الوطنية.
وفي الساعة الخامسة صباحا احتل الجنرال لوسادا مبنى الحكومة المدنية في برشلونة. وحدث نفس الشيء في سرقسطة وهويسكا، حيث اتخذ الجيش أماكن إستراتيجية مثل البنوك والسجون ومراكز الهاتف والتلغراف وغيرها، وذلك بفضل سانخورخو الذي نجح في إقناع القائد العام لأراغون بالانكا بالامتناع عن التدخل. وخلال ذلك الصباح الباكر أجرى الجنرال أيزبورو وزير الحربية اتصالا تلغرافيا مع بريمو دي ريفيرا الذي شرح له أسباب تصرفاته، وفي نقطة معينة انقطع الاتصال مما يعني إعلانه صراحة نفسه أنه في حالة تمرد.
وقد تمكن بريمو دي ريفيرا من إجراء اتصالات عن طريق التلغراف مع بقية القباطنة العامون عدا قبطان عام مدريد. أما الوحيد الذي وقف ضد الانقلاب فكان الجنرال زابالزا قبطان فالنسيا، على الرغم من أنه -وفقا لخافيير توزيل- لم يفعل ذلك دعما للحكومة، لكنه أشار إلى المخاطر المحتملة على التاج الحصن المنيع من العودة إلى التمردات العسكرية.

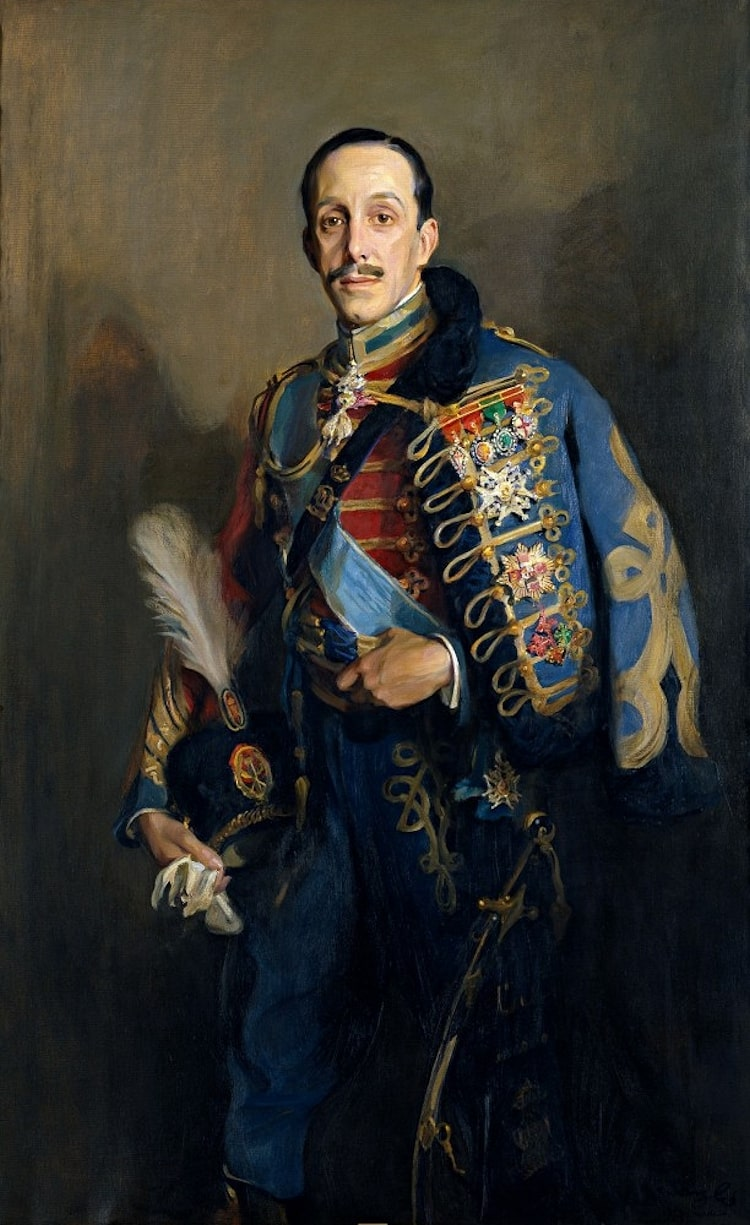
صورة الملك ألفونسو الثالث عشر في الزي الرسمي للفارس (1927).

أما الملك فكما هو معتاد فإنه يصيف في سان سيباستيان، يرافقه وزير الدولة سانتياغو ألبا. الذي قدم استقالته للملك بعد أن علم بضربة بريمو دي ريفيرا. حيث شرح قراره بالاستقالة مؤكدا فيه أن المتآمرين على خطأ. وأن الاستقالة تركت الحكومة في ظروف أفضل للتوصل إلى حل تفاوضي مع الانقلابيين، لكنه لم يوجه نداء للمقاومة. أما الملك فقد أمر من ناحيته رئيس حرس قصره الجنرال خواكين ميلان ديل بوش بتقييم المزاج العام للثكنات والمواقع العسكرية في البلاد، الذي أعلن له أنهم يأتمرون بأمر الملك. هذا ماأسماه بعض المؤرخين بالانقلاب السلبي الذي أثبت في نهاية الأمر أنه حاسم. والاتصال الوحيد الذي اجراه الملك في ذلك اليوم كانت برقية أرسلت إلى بريمو دي ريفيرا من سان سيباستيان يطلب منه الحفاظ على النظام في برشلونة.
خلال ذلك اليوم أعطى بريمو دي ريفيرا مرؤوسيه شعار «انتظروا وقاوموا»، وكرس نفسه باعطاء عدة بيانات مطمئنة للصحافة وتجنب الأسئلة المحرجة وانتقاد السياسيين. بالإضافة إلى ذلك تصرف كأنه يجسد الحكومة الشرعية وليس المتمردين العسكريين، حيث افتتح معرضا للأثاث في برشلونة وسط تصفيق جمهور بهيج، وقبل ذلك استلم تحية ارشادية باللغة الكاتالونية. ولكن وفقا لبن عامي كان بريمو دي ريفيرا على علم بالعزلة العسكرية التي هو فيها خارج كاتالونيا وأراغون، فلا يوجد جنرالا مؤيد له. ففي الواقع فقد أبلغ العديد من الحكام العسكريين وزير الداخلية خلال ذلك اليوم بولائهم للحكومة الدستورية، وحتى أن البعض اتخذوا خطوات لضمان بقاء جميع الوحدات العسكرية في ثكناتها. وكذلك كان موقف الحرس المدني، حتى انهم لم ينضموا إلى الانقلاب في كاتالونيا. «ستبقى قواتنا على هامش» حسب قائد الحرس المدني في برشلونة. وروى أحد الصحفيين عن «الانطباع المدمر» الذي رآه عند زيارته مقر القبطانية العامة في برشلونة يوم 13 سبتمبر:
انقسمت الحكومة في رد فعلها على الانقلاب. ووفقاً للمؤرخ خافيير توزيل فإن وزيرين فقط أعربا عن معارضتهما التامة للانقلاب، وهما وزير الأشغال بورتيلا فالاداريس ووزير البحرية الأدميرال أثنار، في حين ترددت البقية. فالأخبار من القبطانيات لم تكن مطمئنة، فلم يعارض الانقلاب صراحة سوى قبطان عام فالنسيا الجنرال زابلازا واشبيلية الجنرال كارلوس دي بوربون ابن عم الملك، ولكنهما لم يتقدما إلى الحكومة للدفاع عن الشرعية الدستورية. وفوق ذلك فقد سيطر الحكام العسكريون لقشتالة وفالنسيا، مما أدى إلى تحييد القائد العام. ومن ناحية أخرى فإن الصحافة لم تعبر صراحة ضد الانقلاب، وبعضها أيدها علنا، وذلك بإجراء مقابلات مع الجنرالات المتورطين في المؤامرة دون أي اعتراض أو شجب حسب خافيير توسيل.
أما الدعم الوحيد الذي وجدته الحكومة فكان دعم الجنرال ويلير. لذلك وضعت الحكومة تحت تصرفه سفينة حربية ستنقله من مايوركا إلى برشلونة. لكن مهمته حكم عليها بالفشل لحظة أن عارض وزير البحرية الأدميرال أثنار قصف سفن الأسطول المتمردين في برشلونة. وكان هناك قرار آخر اتخذته الحكومة هو إرسال القائد العام لمدريد الجنرال مونيوز كوبوس لإلقاء القبض على جنرالات المؤامرة الرباعية، لكنه رفض ما لم يوقع الملك على الأمر. وقد علل بن عامي ذلك:"في الواقع ولكل الأهداف الإجرائية فإن تصرف مونيوز كوبوس كما لو كان عضوا في المؤامرة. فقد تردد في محاربة التمرد خوفا من تقسيم الجيش وخلق معركة ألكوليا [الإسبانية] أخرى".

### 14 سبتمبر: الملك في مدريد

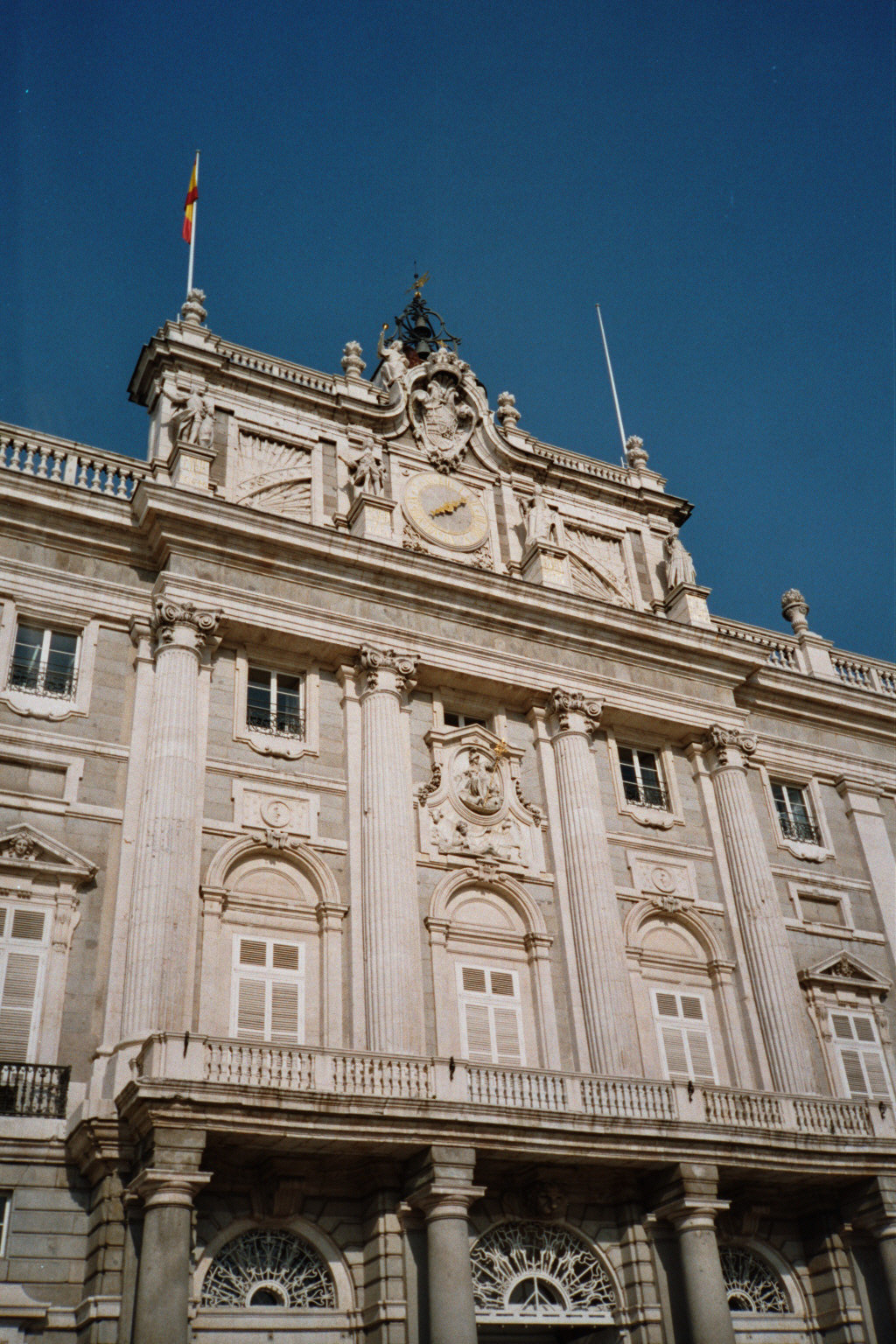
واجهة القصر الملكي في مدريد.

كتبت صحيفة في أوفييدو عنوانا: «كل شيء يعتمد الآن على الملك». فقد وصل ألفونسو الثالث عشر مدريد صباح يوم 14 سبتمبر. وتعمد العودة البطيئة من سان سيباستيان مع خطورة الوضع الحالي. وكما ذكرت صحيفة الاشتراكي فقد قام بمقارنة البيانات واستيضاح الشكوك، وعندما وصل العاصمة صباح يوم 14 كان مقتنعا بأن معظم حاميات إسبانيا على الرغم من ولائها للحكومة فإنها ملتزمة بقراره، وأنه لم يظهر هناك حركة نشطة سواءا كانت مدنية أو عسكرية لصالح الحكومة. لذلك عندما التقى في القصر الملكي مع رئيس الحكومة مانويل غارسيا برييتو رفض اقتراحه عقد البرلمان يوم 17 سبتمبر. وعندما اقترح غارسيا برييتو طرد القادة المتمردين مع أنه لم يكن متأكدا ماإذا كان سيحصل على القوة الكافية لتنفيذ ذلك، أجابه الملك بأنه بحاجة إلى التفكير في الأمر، وهذا يعني في نظام عودة البوربون بمثابة طلب للاستقالة. فاستقال غارسيا بريتو بسرعة مع شعور -كما ذكر خافيير توسيل- بالراحة متخلصا من مسؤوليات السلطة. إلا أن نيسيتو ألكالا زامورا كتب في مذكراته أنه عندما زار غارسيا برييتو بعد استقالته وجده مكتئبا.
وفي صباح ذلك اليوم أرسل بريمو دي ريفيرا برقية إلى الملك حثه فيها على اتخاذ قرار مهددا بأن هدوء تلك الثورة اليوم قد تعطي نتائج دموية لاحقا. فاتصل الملك بسياسيين بارزين أمثال أنطونيو مورا وخوسيه سانشيز غيرا حيث نصحه الجميع بإعطاء السلطة للجيش. والتقى الملك أيضا مع قائد مدريد العام الجنرال مونيوز كوبوس وجنرالات الرباعية. وأخيرا قرر ألفونسو الثالث عشر طلب بريمو دي ريفيرا إلى مدريد.
في الساعة الواحدة وخمس عشرة ظهراً منح الملك السلطة إلى بريمو دي ريفيرا، فأعلن القائد العام مونيوز كوبوس حالة الطوارئ في مدريد.

### 15 سبتمبر: تعيين بريمو دي ريفيرا رئيسا للحكومة

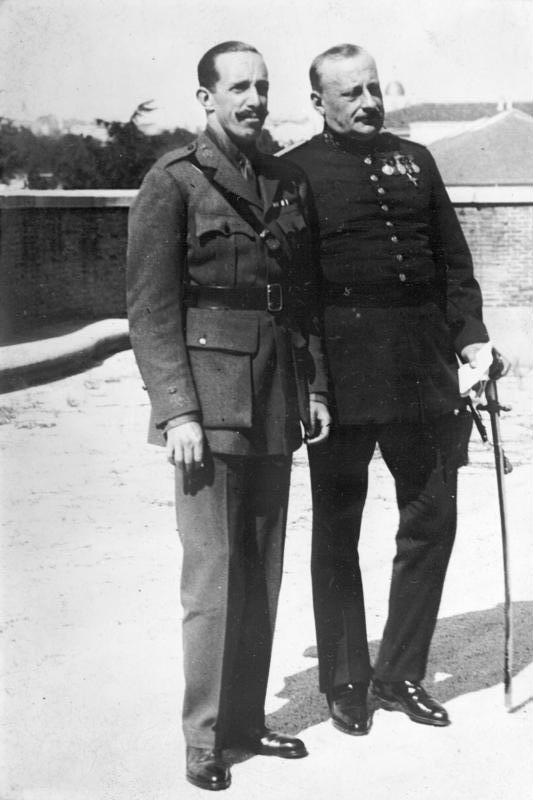
ألفونسو الثالث عشر مع الجنرال ميغيل بريمو دي ريفيرا بعد تعيينه رئيسًا للحكومة ورئيسًا للمجلس العسكري.

رافق جمهور متحمّس بريمو دي ريفيرا عند ركوبه القطار الذي أخذه إلى مدريد. وذكرت صحيفة فان فانجارديا المحافظة فإنه لم يسبق رؤية ظاهرة مماثلة. فقال أحد شهود اتحاد للعمل اجتمع في ردة فعل برشلونة تلك اللحظة كبار الشخصيات: الملكيين جميعهم والأسقف والتقليديين وكذلك كان هناك تمثيل للرابطة الإقليمية. أما الحضور الأبرز فكان أرباب العمل.
وصل بريمو دي ريفيرا إلى مدريد في صباح يوم 15 سبتمبر. قبل ذهابه إلى القصر الملكي التقى بجنرالات الرباعية، وحضر معه أيضاً قائد عام مدريد مونيوز كوبوس، الذي أخبره أنه قرر أن يصبح دكتاتورًا عسكريًا وحيدًا بدلاً من تشكيل حكومة مدنية تحت الوصاية العسكرية. أبلغ مونيوز كوبوس الملك بنية بريمو دي ريفيرا اللجوء إلى هذه الصيغة التي لم تتضمن في دستور 1876.
عندما التقى بريمو دي ريفيرا بالملك صباح 15 سبتمبر في القصر الملكي اتفقوا على صيغة وسيطة من شأنها أن تحافظ على مظاهر الشرعية الدستورية. بحيث يُعطى بريمو دي ريفيرا رئاسة الحكومة والوزير الوحيد وتساعده إدارة عسكرية مؤلفة من ثمانية جنرالات وأدميرال. وسيؤدي القسم وفقا للبروتوكول الاساسي أمام وزير العدل في الحكومة السابقة. ووفقا لبعض المصادر فإن الملك قال لبريمو دي ريفيرا خلال المباحثات: إن الله يريدك أن تنجح وسأعطيك القوة.
أصدرت الصحيفة الرسمية جاسيتا دي مدريد (بالإسبانية: Gaceta de Madrid)‏ في اليوم التالي المرسوم الملكي بتوقيع الملك وبموافقة وزير العدل أنطونيو لوبيز مونيوز للحفاظ على مظهر الشرعية، وجاء في المرسوم: يعين ماركيز إستيلا الجنرال ميغيل بريمو دي ريفيرا رئيسا للحكومة. وصدر في نفس العدد من الصحيفة أول مرسوم ملكي قدمه بريمو دي ريفيرا للملك بإنشاء مديرية عسكرية برئاسته والتي سيكون لها «جميع الصلاحيات والمبادرات والمسؤوليات الكامنة في الحكومة ككل، ولكن بتوقيع واحد» وماتم اقتراحه شكّل قوس مختصر في السياق الدستوري لإسبانيا.
أعطت المادة 1 من المرسوم الملكي بريمو دي ريفيرا منصب رئيس مجلس العسكري المسؤول عن حكومة الدولة مع صلاحية اقتراح مراسيم متوافقة مع الصحة العامة، والتي تسري بقوة القانون. وفي المادة 2 تقرر إنشاء المجلس من الرئيس وثمانية أشخاص برتبة جنرال واحد لكل منطقة عسكرية بالإضافة إلى أدميرال بحري. وفي المادة 3 تشير غلى أن من يوقع على المراسيم هو رئيس المجلس مع صلاحيات الوزير الوحيد، مع تقديم المشورة المسبقة للمجلس. وفي المادة 4 تم إلغاء منصب رئيس مجلس الوزراء والوزراء والوكلاء باستثناء وكلاء الدولة والحرب.
ونشرت الجريدة الرسمية يوم 17 سبتمبر رسوما بحل مجلس النواب والجزء المنتخب من مجلس الشيوخ، وفقا للسلطة الممنوحة للملك حسب المادة 32 من الدستور، مع الالتزام باستدعائهم للانتخابات خلال ثلاثة أشهر. وبعد انقضاء الموعد النهائي في 12 نوفمبر التقى رؤساء الكورتيس ومجلس الشيوخ وهما ميلكياديس ألفاريز والكونت رومانونس على التوالي بالملك مطالبين إياه بعقد البرلمان مذكرينه أن ذلك من واجبه بوصفه ملكا دستوريا. وكان الرد الذي تلقوه هو الرفض وإقالتهما الفورية بفعل مرسوم وقعه بريمو دي ريفيرا وصادق عليه الملك وعبر بريمو دي ريفيرا عن ذلك بقوله:

## ردود فعل الانقلاب

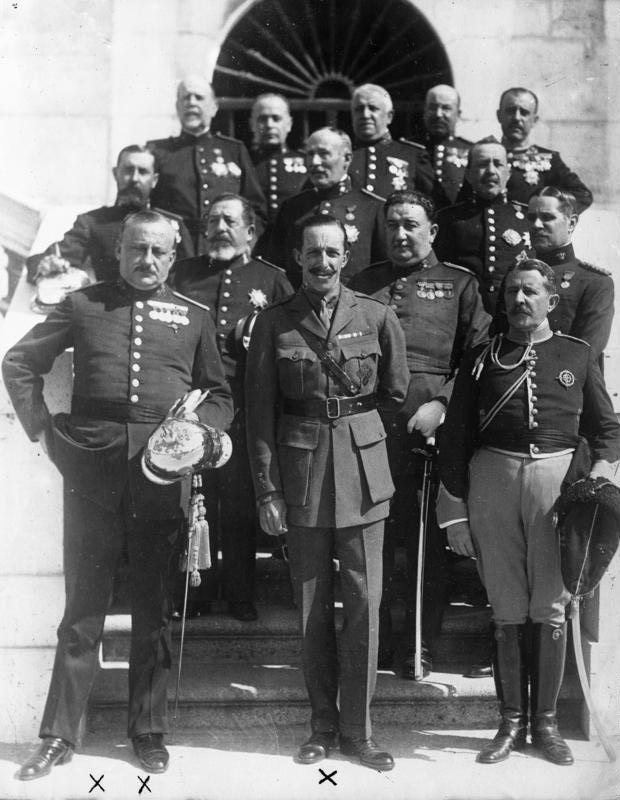
صورة تظهر الملك ألفونسو الثالث عشر وبجواره الجنرال بريمو دى ريفيرا في الصف الأول ومعهم مجموعة من الجنرالات ومن ضمنهم الجنرالات الأربعة المشتركين بالمؤامرة.

ووفقا لشلومو بن عامي:«كان رد فعل الجمهور على الانقلاب متفق بالكامل» إلا أن هناك مؤرخين آخرين وصفوا ردة الفعل بالسلبي أو غير مبال أو مزيج من الحرص والرضا والعجز، وهذا يفسر حقيقة أن النظام الجديد الذي جاء به بريمو دي ريفيرا لم يحظ بتأييد كبير عند الشعب. بالإضافة إلى تلاعب بريمو بشعارات التجديد جعل الكثيرون يعتقدون أن العدالة ستفشو وسيتم القضاء على الزعامات الفاسدة. على سبيل المثال، تجنبت الصحيفة الليبرالية إل سول ذكر أن النظام الجديد قد أنشئ عن طريق الانقلاب ورحبت في مقدمتها:«أن إسبانيا أصبحت أكثر نبلا وخصوبة من تلك القديمة والمدمرة التي ولدنا فيها»، ولكنها أضافت التالي: بمجرد العمل على اقتلاع النظام القديم وتطهير جهاز الدولة داخليًا يجب على المجلس العسكري التنازل عن السلطة لحكومة مدنية ليبرالية - وبعدها لاحظت الصحيفة أن نية بريمو دي ريفيرا كان تكريس نفسه في السلطة فسحبت دعمه. وكتب الفقيه الاشتراكي لويس خيمينيز دياشا لاحقا:«رأى الناس في القيادة العسكرية التي لاتقهر خلاص للبلاد».
أما بالنسبة للقوى العمالية فقد تفاجأ النقابيون-اللاسلطويون بالانقلاب ونظر العديد من أعضاء الاتحاد الوطني للعمل (CNT) بسلبية لتلك السلطات بسبب إغلاق مبانيهم. وتعرض هذا الاتحاد لسنوات من القمع الوحشي مما أنهكه فأضحى عديم الفائدة كأداة قتالية. ومع ذلك فقد شكل لجنة العمل ضد العسكر والدكتاتورية فدعا إلى إضراب في مدريد وبلباو بدعم من الشيوعيين ولكن كان لها صدى بسيط. ودعوا الاشتراكيين للانضمام إليهم لكنهم اختاروا البقاء مراقبين، وقد حذر كلا من حزب PSOE واتحاد UGT شركائها المنتسبين لها من التدخل في أي محاولة ثورية، لأنهم سيستخدمونها ذريعة للقمع وهو مايريدونه.
قلة من المثقفين الذين عارضوا الانقلاب، ومنهم ميجيل دي أونامونو ومانويل أثانيا ورامون بيريث دى أيالا الذين عارضوا معارضة لالبس فيها ضد الدكتاتور.
تلقت الطبقة الوسطى الغنية الانقلاب بالفرحة، وخاصة في كاتالونيا. فرحبت غرفة التجارة والصناعة في كاتالونيا الديكتاتور «بمنتهى الحماسة»، متمنية له إنهاء بعض الأمور التي كانت غير محتملة. وفعلت بقية منظمات أرباب العمل نفس الشئ، مثل المعهد الزراعي الكتالاني في سان إيسيدرو، الذي كان يأمل في وقف مسارات حقوق الملكية المدمرة. وكذلك الأحزاب السياسية الكاتالونية المحافظة مثل الرابطة الإقليمية والاتحاد الملكي الوطني. واعتبرت الأخيرة جزءا من حركة التجديد القائمة على مبادئ الوطن والملكية والنظام الاجتماعي. وهناك نفس الحماس خارج كاتالونيا بين الطبقات الوسطى ومنظمات أرباب العمل المختلفة التي تطوعت للتعاون مع الدكتاتورية لأن الانقلاب «سيزيل جميع العفن الذي ناهض العدالة والأخلاق وقاد البلاد ببطء وبلا هوادة نحو هاوية لايسبر غورها»، مثلما ذكر اتحاد أصحاب العمل الإسباني. وقال المؤرخ لوس باريو:«لم يختلف موقف البرجوازية الاسبانية عن البرجوازيات الأوروبية الأخرى التي واجهت خطر البلشفية فلم يفعلوا شيئاً للدفاع عن صحة النظام الليبرالي المبشر للديمقراطية مع انهم لم يتعرفوا عليه بما فيه الكفاية، ولكن شعروا أن مصالحهم فيها لم تكن مضمونة».
أما الكنيسة الكاثوليكية الإسبانية فقد دعمت الانقلاب. وأشاد كاردينال طاراغونة فرنسيسكو فيدال بالجهد النبيل والمشرف الذي بذله الجنرال بريمو دي ريفيرا. ورحب الاتحاد الوطني الكاثوليكي الزراعي بالانقلاب وقدم دعمه «لتعزيز السلطة والانضباط الاجتماعي واستعادة الأخلاق». وأعربت صحيفة إل دبيت الكاثوليكية عن أملها في أن يأمر الدكتاتور بحملة «لصرف صحي أخلاقي من الإباحية وإدمان الكحول وغيرها من العلل الاجتماعية.» وتوقعت صحيفة كاثوليكية قرطبة إلى أنه إذا فشل بريمو دي ريفيرا فإنه سيفتح الطريق أمام سيل البلشفية. وقد رحب الحزب الكاثوليكي الحزب الاجتماعي الشعبي حديث النشأة بحماس بما وصفه بالحركة الوطنية الجديدة. وكذلك اعتبر اتباع مورا الديكتاتورية -بغض النظر عن انحرافاتهم- فهم البداية لعودة إسبانيا وتجددها. وحتى الكارليون فقد منحوه الدعم لأنه كما قال المطالب بالعرش دون خايمي يمثل النهج لمبادئنا ويعبر عن روح تقليدية [الإنجليزية] بحتة.
أما بالنسبة لحزبي نظام تداول السلطة فقد بدا أنهما مرتاحان من قرار بريمو دي ريفيرا بتخدير السياسة الإسبانية مؤقتًا. على الرغم من أن البعض منهم [من أعضائهم] كانوا راغبين بالتأكيد في إضفاء الديمقراطية على النظام، إلا أن أيا منهم لم يكن مستعدًا لتحدي موقف الملك الذي لا جدال فيه حيث أنه يؤسس ويلغي الحكومات بمرسوم. في تحليل آخر رأى بعض السياسيين الانقلاب جرى بالخطأ من خلال استغلال أزمة، وكانوا يأملون أن يتم تكليفهم بحلها ضمن إطار راسخ لإدارة الأزمات في النظام، كما فعلوا مع العديد منها في السابق.

## دور الملك

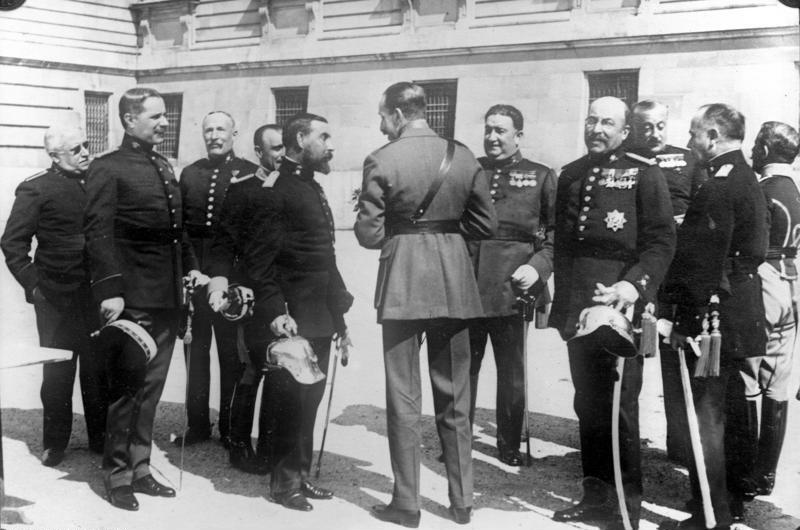
الملك ألفونسو الثالث عشر ومعه بعض الجنرالات ومن بينهم جنرالات المؤامرة الرباعية ويظهر أيضا الجنرال بريمو دي ريفيرا في اليمين.

كان ألفونسو الثالث عشر قد بدأ قبل عدة سنوات بإظهار ميولاً استبدادية ورغبة قوية أن يحكم من دون البرلمان، فلم يلتزم بالآداب الديمقراطية الصارمة في البرلمان، وأظهر إعجاباً شديدا بالجيش، ومن يصعد من ضباطه يكون هو صاحب الأمر. وقد ازداد استياء الملك من الممارسة البرلمانية بعد الهزيمة العسكرية في معركة أنوال. وقد ظهر ذلك جليا في خطاب ألقاه في قرطبة، حيث أكد أن البرلمان لا يفي بواجباته حيث أن نقاشاته تجري لمصلحة الأحزاب ويتجنب تنمية المشاريع وذلك خدمة للغايات السياسية. وقال: إن من يستمع إلي الآن يظن أني انتهكت الدستور وذكر أيضا:
وكرر الملك تلك الانتقادات خلال حفلة عشاء تعارف مع ضباط حامية برشلونة جرت في 7 يونيو 1922 في مطعم في لاس بلاناس حيث قال: «تذكروا أنه ليس لديكم التزام أكثر من الاهتمام لبلدكم وملككم». وبعدها بسنة وفي خطاب ألقاه في سالامانكا وافق على إمكانية إقامة ديكتاتورية مؤقتة تتمثل مهمتها في «منح حرية المرور للحكومات التي تحترم الإرادة الشعبية». ووفقا لإدواردو غونزاليس كاليخا قدم ألفونسو الثالث عشر عرضه بعد التشاور مع عدد من السياسيين بما فيهم أنطونيو مورا، وترك المجال مفتوحا للمتآمرين العسكر. ووفقا لبن عامي: الذي قاد الملك ألفونسو للمغازلة هو طلب حل من خارج البرلمان لتجديد النظام البرلماني الإسباني بدلا من النظام الحالي الفاسد. النقاش العام حول مسؤولية المجتمع ومناهضة الدعاية الاشتراكية لم تتوقف ولكنها أصبح عبئا على الملك لا يطاق.
ولكن مع ذلك لم تثبت أي مساهمة للملك في التحضير لانقلاب بريمو دي ريفيرا ضد الحكومة الليبرالية -حسب توسيل-، ولكنه أقر بتطابق النظرة السلبية للملك مع المتآمرين فيما يتعلق بالوضع السياسي. وأضاف توسيل أن الملك ألفونسو الثالث عشر قد شاور برعونة وقلة حكمة مع أكثر من شخص عن حكومة استبدادية عسكرية محتملة، مستبعدا الدكتاتورية الشخصية لأنه إذا قرر ممارسة الدكتاتورية لنفسه فعليه أن يواجه ذلك أمام الجميع كما قال له غابرييل مورا غمازو ابن الزعيم المحافظ أنطونيو مورا. واعترف الملك لاحقا بأن بعض المتآمرين قد خاطبوه... ولكن الإتصال به جاء متأخرا. وبالتأكيد كان الاتصال فقط مع أحد الجنرالات المتورطين في المؤامرة في مدريد وربما لم يأخذها بعين الاعتبار، واعتاد الفونسو الثالث عشر على مجيء الجيش إليه ببعض التهديدات بالثورة. وقال المؤرخ غارسيا ديلونو:«أنه خلال صيف 1923 فكر الملك في إمكانية تعيين حكومة عسكرية من الجيش بانه نوع من المشاركة ويقبل بها السياسيين، وهذا لن يكون إلا لفترة مؤقتة ثم العودة مرة أخرى إلى طبيعتها الدستورية»، وقد ذكر بريمو دي ريفيرا ذلك لاحقا مستبعدا مشاركة ألفونسو الثالث عشر في الانقلاب:«كان الملك أول من تفاجأ [بالانقلاب] هذا، ومن أفضل مني بمعرفة ذلك؟».
ويرى بعض المؤرخين أن من الأهمية بمكان أن أولى القرارات التي اتخذها المجلس العسكري المشكل حديثًا هو الاستيلاء على أرشيف لجنة المسؤوليات بمجلس النواب التي كانت تعد التقرير الذي سيقدم إلى الكورتيس في 2 أكتوبر 1923 استنادا إلى تقرير الجنرال بيكاسو عن مسؤولية الجيش في كارثة معركة أنوال، والتي حسب مافيه شجب للنائب الاشتراكي إنداليسيو برييتو في خطاب ألقاه يوم 17 أبريل 1923 حول مساهمة الملك. وكتب المؤرخ ادواردو غونزاليس كاليخا:"كان للملك مسؤولية شخصية واضحة في تدهور الوضع السياسي. بعد أن تدخل كعائق تقليدي في محاولات مختلفة لإضفاء الطابع الديمقراطي على النظام من خلال استخدامه المتعسف للامتياز الملكي وتشجيع النزعة العسكرية على حساب السلطة المدنية، واستخدم الدون ألفونسو التهديد العسكري الذي يلوح في الأفق على النظام البرلماني ليكتسب سلطات خاصة به. محاولا الانتقال من دور الحكم إلى دور اللاعب الرئيس في اللعبة السياسية.